# Apocopis collina
Apocopis collina är en gräsart som beskrevs av Benedict Balansa. Apocopis collina ingår i släktet Apocopis och familjen gräs.
Artens utbredningsområde är Vietnam. Inga underarter finns listade i Catalogue of Life.